# As Ciências no Brasil
As Ciências no Brasil foi um livro publicado em dois volumes entre 1955 e 1956 pela Editora Melhoramentos, com participação de 13 cientistas e coordenação de Fernando de Azevedo. Ela foi financiada pela Instituição Larragoiti, presidida por Leonídio Ribeiro.
O livro é considerado um marco na historiografia das ciências no Brasil por ser a primeira tentativa de compilar as pesquisas feitas por especialistas de uma ampla quantidade de disciplinas.. Nas décadas de 1970 e 1980, o livro foi referência central para muitos estudos sobre as ciências no Brasil. A partir do final dos anos 1980 a obra foi alvo de inúmeros estudos críticos relacionados as "novas abordagens" da historiografia das ciências no Brasil.

## Antecedentes
Fernando de Azevedo foi um cientista importante no Brasil durante o século XX, que contribuiu nas áreas de educação e sociologia. Também foi jornalista para o Estado de S. Paulo e teve grande participação na política do país, sendo um dos criadores do Ministério da Educação e um dos articuladores para a criação da USP. Ele já havia escrito sobre a ciência no Brasil em 1943, no livro A Cultura Brasileira..  Assim, Fernando de Azevedo exerceu um papel singular na historiografia das ciências brasileiras da primeira metade do século XX, papel que foi sublinhado (positiva e negativamente) pelos estudos críticos nas décadas posteriores. Tais estudos foram muito importantes para a formação e institucionalização do campo da História das Ciências no Brasil nos anos 1980 e 1990.
A Instituição Larragoiti, criada pela Sul América Cia de Seguros de Vida, já havia começado a publicar coleções enciclopédicas sobre o Brasil, com As Artes Plásticas do Brasil, publicada em 1952, e A Literatura no Brasil, que teria primeiro volume publicado em 1955. Então, em 13 de outubro de 1952, o médico Leonídio Ribeiro, presidente da Instituição, enviou carta a Fernando de Azevedo o convidando para coordenar o livro, que já estava sendo produzido.

## Capítulos
| Capítulo                                               | Escritor                            | Instituição                                                            |
| ------------------------------------------------------ | ----------------------------------- | ---------------------------------------------------------------------- |
| Capítulo I – A Matemática no Brasil                    | Francisco Mendes de Oliveira Castro | Escola Politécnica da Universidade Federal do Rio de Janeiro           |
| Capítulo II – A Astronomia no Brasil                   | Abraão de Moraes                    | Faculdade de Filosofia, Ciências e Letras da Universidade de São Paulo |
| Capítulo III – A Física no Brasil                      | Joaquim da Costa Ribeiro            | Escola Politécnica da Universidade Federal do Rio de Janeiro           |
| Capítulo IV – A Meteorologia no Brasil                 | Joaquim de Sampaio Ferraz           | Faculdade de Filosofia, Ciências e Letras da Universidade de São Paulo |
| Capítulo V – A Geologia e a Paleontologia no Brasil    | Viktor Leinz                        | Faculdade de Filosofia, Ciências e Letras da Universidade de São Paulo |
| Capítulo VI – A Mineralogia e a Petrografia no Brasil  | Othon Henry Leonardos               | Faculdade de Filosofia, Ciências e Letras da Universidade de São Paulo |
| Capítulo VII – A Geografia no Brasil                   | José Veríssimo da Costa Pereira     | Universidade do Brasil                                                 |
| Capítulo VIII – A Química no Brasil                    | Heinrich Rheinboldt                 | Faculdade de Filosofia, Ciências e Letras da Universidade de São Paulo |
| Capítulo IX – A Zoologia no Brasil                     | Olivério Mário de Oliveira          | Faculdade de Filosofia, Ciências e Letras da Universidade de São Paulo |
| Capítulo X – A Botânica no Brasil                      | Mário Guimarães Ferri               | Faculdade de Filosofia, Ciências e Letras da Universidade de São Paulo |
| Capítulo XI – A Biologia no Brasil                     | Thales Martins                      | Faculdade de Filosofia, Ciências e Letras da Universidade de São Paulo |
| Capítulo XII – A Psicologia no Brasil                  | Manuel Bergström Lourenço Filho     | Instituto de Psicologia da Universidade de São Paulo                   |
| Capítulo XIII – A Economia Política no Brasil          | Paul Hugon                          | Faculdade de Filosofia, Ciências e Letras da Universidade de São Paulo |
| Capítulo XIV – A Antropologia e a Sociologia no Brasil | Fernando de Azevedo                 | Faculdade de Filosofia, Ciências e Letras da Universidade de São Paulo |